# Punto caldo di biodiversità
Un punto caldo di biodiversità è una regione biogeografica con livelli significativi di biodiversità che è minacciata dall'insediamento umano. Norman Myers ha introdotto il concetto in due articoli pubblicati sul The Environmentalist nel 1988 e nel 1990, rivisto poi da Myers e altri in Hotspots: Earth's Biologically Richest and Most Endangered Terrestrial Ecoregions e un articolo pubblicato nel giornale Nature, entrambi nel 2000.
Per qualificarsi come punto caldo di biodiversità nella mappa degli hotspot di Myers del 2000, una regione deve avere due criteri rigorosi: deve contenere almeno 1.500 specie di piante vascolari (più dello 0,5% del totale mondiale) come endemiche e deve aver perso almeno il 70% della sua vegetazione primaria. A livello globale, 36 zone rientrano in questa definizione. Questi siti ospitano circa il 60% delle specie di piante, uccelli, mammiferi, rettili e anfibi del mondo, con un'elevata percentuale di specie endemiche. Alcuni di questi hotspot ospitano fino a 15.000 specie vegetali endemiche, mentre altri hanno perso fino al 95% del loro habitat naturale.
Gli hotspot di biodiversità ospitano i loro diversi ecosistemi solo sul 2,4% della superficie del pianeta. Myer ne aveva identificati originariamente dieci; gli attuali 36 coprivano più del 15,7% di tutto il territorio, ma hanno perso circa l’85% della loro area. Questa perdita di habitat è il motivo per cui circa il 60% della biodiversità globale viene ospitata solo dal 2,4% della superficie terrestre. Le isole caraibiche come Haiti e la Giamaica stanno subendo gravi pressioni sulle popolazioni di piante endemiche e di vertebrati a causa della rapida deforestazione. Altre aree includono le Ande tropicali, le Filippine, la Mesoamerica e Sundaland, che, con gli attuali livelli di deforestazione, perderanno probabilmente la maggior parte delle loro specie vegetali e di vertebrati.

## Iniziative di conservazione dei punti caldi
Solo una piccola percentuale della superficie terrestre totale che si trova all'interno degli hotspot di biodiversità è oggi protetta. Diverse organizzazioni internazionali stanno lavorando per preservare i punti caldi di biodiversità.
- Il Critical Ecosystem Partnership Fund (CEPF) è un programma globale che fornisce finanziamenti e assistenza tecnica alle organizzazioni non governative per proteggere le regioni più ricche di diversità vegetale e animale della Terra, tra cui hotspot di biodiversità, aree selvagge ad alta biodiversità e importanti regioni marine.
- Il WWF ha ideato un sistema denominato "200 Ecoregioni Globali" il cui scopo è quello di selezionare le ecoregioni prioritarie per la conservazione tra quattordici tipi di habitat terrestri, tre di acqua dolce e quattro marini. Vengono scelti in base alla ricchezza di specie, all'endemismo, all'unicità tassonomica, ai fenomeni ecologici o evolutivi insoliti e alla rarità globale. Tutti gli hotspot di biodiversità contengono almeno un'Ecoregione Global 200.
- BirdLife International ha identificato 218 " aree endemiche per gli uccelli " (EBA), ciascuna delle quali ospita due o più specie di uccelli che non si trovano in nessun altro luogo. Birdlife International ha identificato più di 11.000 Aree Importanti per gli Uccelli[8] in tutto il mondo.
- Plant life International coordina programmi volti a identificare e gestire aree importanti per le specie vegetali.
- Alliance for Zero Extinction è un'iniziativa di organizzazioni scientifiche e gruppi ambientalisti che collaborano per concentrarsi sulle specie endemiche più minacciate al mondo. Sono stati identificati 595 siti, tra cui molte aree importanti per l'avifauna di Birdlife .
- La National Geographic Society ha preparato una mappa mondiale[9] degli hotspot e uno shapefile ArcView e metadati per gli hotspot della biodiversità[10] inclusi i dettagli della fauna in via di estinzione in ogni hotspot, che è disponibile da Conservation International.[11]
- La Compensatory Afforestation Management and Planning Authority (CAMPA) si propone di controllare la distruzione delle foreste in India.

## Distribuzione per regione

Punti caldi della biodiversità. Proposta originale in verde e regioni aggiunte in blu.

La maggior parte della biodiversità si trova nelle zone tropicali; allo stesso modo, la maggior parte dei punti caldi della biodiversità si trovano nelle zone tropicali. Dei 36 hotspot di biodiversità, 15 sono classificati come paesaggi antichi, protetti dalle caratteristiche inospitali del clima e improduttivi perl'uomo (OCBIL). Queste aree sono state storicamente isolate dalle interazioni con altre fasce climatiche, ma i recenti sfruttamento e invasione umani hanno messo a rischio questi hotspot storicamente sicuri. Gli OCBIL sono stati minacciati principalmente dalla ricollocazione dei gruppi indigeni e dalle attività militari, poiché il terreno sterile aveva precedentemente impedito lo sfruttamento da parte delle popolazioni umane. La conservazione degli OCBIL all'interno di hotspot di biodiversità ha iniziato a suscitare attenzione perché si ritiene che questi siti forniscano non solo alti livelli di biodiversità, ma anche lignaggi relativamente stabili e il potenziale per alti livelli di speciazione in futuro. Poiché questi siti sono relativamente stabili vengono classificati come rifugi.

## Punti caldi per continente

### Nord America, Centro America e Antille
- Provincia Floristica della California (8)
- Madrean pine-oak woodlands (26)
- Mesoamerica (2)
- Messico e America centrale (2)
- Piana costiera del Nord America (36)[17][18]

### I Caraibi
- Isole dei Caraibi (3)

### Sudamerica
- Isole Galápagos e Ecuador (5)
- Ande tropicali (1)
- Foresta amazzonica del Brasile (6)
- Foresta atlantica (4)
- Cile centrale (7)

### Eurasia
- Bacino del Mediterraneo (inclusi: Mar Mediterraneo, Nordafrica, Turchia, Isole Baleari, Corsica, Sicilia, Sardegna; inoltre anche Italia, Grecia, Spagna del sud est e Francia meridionale) (14)
- Caucaso (15)
- Malacca e Indonesia occidentale (16)
- Wallacea (17)
- Filippine (18)
- Iran e Anatolia (30)
- Foreste di conifere dei Monti Hengduan Shan (20)
- Est dell'Himalaya (31)
- Zona tra l'India e la Cina (32)
- Giappone (33)
- Sud est Asia (19)
- Sri Lanka e monti Ghati occidentali (21)

### Africa
- Karoo succulento, regione desertica tra il Sudafrica e la Namibia (13)
- Madagascar e isole dell'Oceano Indiano (9)
- Zone afromontane dell'est dell'Africa (28)
- Zona forestale della costa orientale dell'Africa (10)
- Corno d'Africa (29)
- Foreste della Guinea (11)
- Regione floristica del Capo (12)
- Maputaland-Pondoland-Albany (27)

### Oceania
- Isole della Melanesia orientale (34)
- Nuova Caledonia (23)
- Nuova Zelanda (24)
- Filippine (18)
- Oceania (25)
- Australia sud-occidentale (22)
- Foreste dell'Australia orientale (35)

## Criticità
L'elevato profilo dell'approccio basato sugli hotspot della biodiversità ha suscitato alcune critiche. Articoli come Kareiva & Marvier (2003) hanno sottolineato che gli hotspot di biodiversità (e molti altri insiemi di regioni prioritarie) non affrontano il concetto di costo, e non considerano la diversità filogenetica.